# Donji Lokanj
Donji Lokanj (cyr. Доњи Локањ) – wieś w Bośni i Hercegowinie, w Republice Serbskiej, w mieście Zvornik. W 2013 roku liczyła 1100 mieszkańców.